# مگان مولتون-لوی
 مگان مولتون-لوی (انگلیسی: Megan Moulton-Levy؛ زادهٔ ۱۱ مارس ۱۹۸۵) یک تنیس‌باز اهل ایالات متحده آمریکا است.